# Martinic

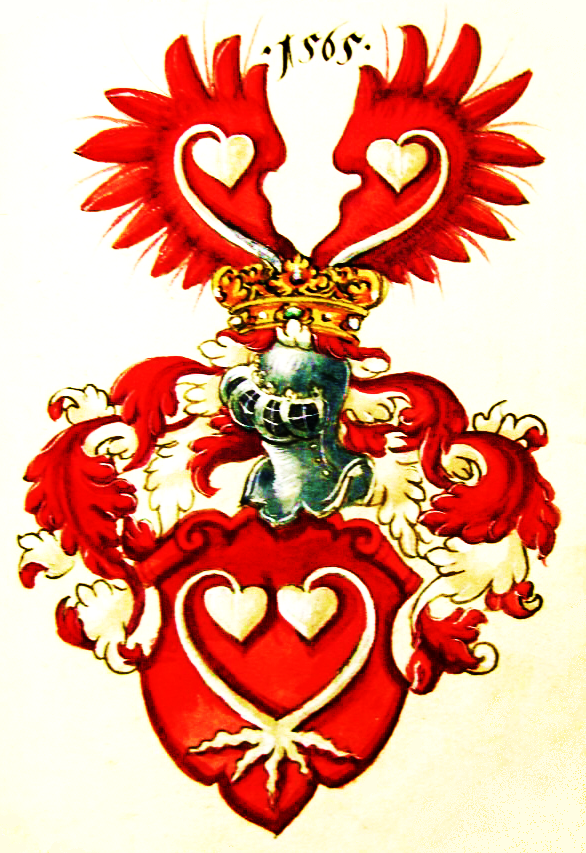
Wappen derer von Martinic

Martinic (auch Martinicové, z Martinicz, von Martinitz) waren ein Adelsgeschlecht in Böhmen und gehörten dem gemeinsamen Seerosenwappen nach zu den uradeligen Familien aus dem Gesamthaus Kaunitz, deren Vorfahren von den Werschowitz, einem Zweig der Přemysliden, stammen sollen. Sie waren in den Jahren 1322 und 1340 auf der namensgebenden Feste Martinitz bei Wotitz (Votice) ansässig, von 1418 bis 1791 auf Smetschna in Mittelböhmen, mit ihren Nachkommen Clam-Martinic bis zum Jahr 1945.

## Geschichte
In der ältesten Rangordnung des böhmischen Fürsten- und Herrenstandes vom Jahre 1501 nehmen die Martinicz mit weiteren Trägern des Seerosenwappens, nämlich den Familien von Kaunitz (z Kunicz), von Augezdecz, Černčický von Kácov, Richnowsky von Reichenau und den von Talmberg (Thalenberg, Jankowsky von Tallenberg, z Talmberka), den 28. Rang ein.
Jaroslav Borsita von Martinic erhielt von Kaiser Ferdinand II. von Habsburg am 10. April 1621 die Ernennung zum Reichsgrafen und am 6. Januar 1622 die Bestätigung für das Königreich Böhmen mit einer Wappenbesserung. Ende des 18. Jahrhunderts erlosch mit Franz Karl Graf von Martinic († 29. November 1789), in zweiter Ehe verehelicht mit Maria Josepha von Sternberg († 1823) das Geschlecht im Mannesstamm. Durch die Eheschließung ihrer Tochter, der Fideikommisserbin Maria Anna Gräfin von Martinic im Jahre 1791 mit Karl Joseph Graf von Clam – den Stammeltern der Clam-Martinitz – kam es zu der Namens- und Wappenvereinigung Clam-Martinic.

## Ansässigkeitsorte der Martinic in Böhmen
Die Martinicz, von 1418 bis 1918 durch über 500 Jahre auf Smečno, bis 1882 auch "Muncifaj" = Monsfage genannt, bauten die Festung Smetschna im Jahre 1560 unter dem Sohn des Markward von Martinicz und seiner Ehefrau Margarethe von Augezdecz Borsita von Martinic, Burggraf von Brüx (Most) und von 1442 bis 1451 Hofmarschall des Herzogs von Österreich, König von Böhmen und Ungarn Ladislaus Postumus in ein Schloss um; von 1791 bis 1918 im Besitz der Tochternachkommen Clam-Martinic. Der Großgrundbesitz Smecno in Mittelböhmen ging 1918 nach der Gründung der Tschechoslowakei durch Enteignung der Familie in einer Bodenreform der Regierung in Prag verloren.
In Böhmen gehörten zu dem weiteren Herrschaftsbesitz der Martinic mit mehr oder weniger langer Dauer u. a. die Herrschaft Slaný, Kladno, Okor, Lány, Opálka, im 17. Jahrhundert kamen Bistrau, Horschowitz, Komorau und 1726 das benachbarte Grünberg hinzu.

## Burgen und Schlösser

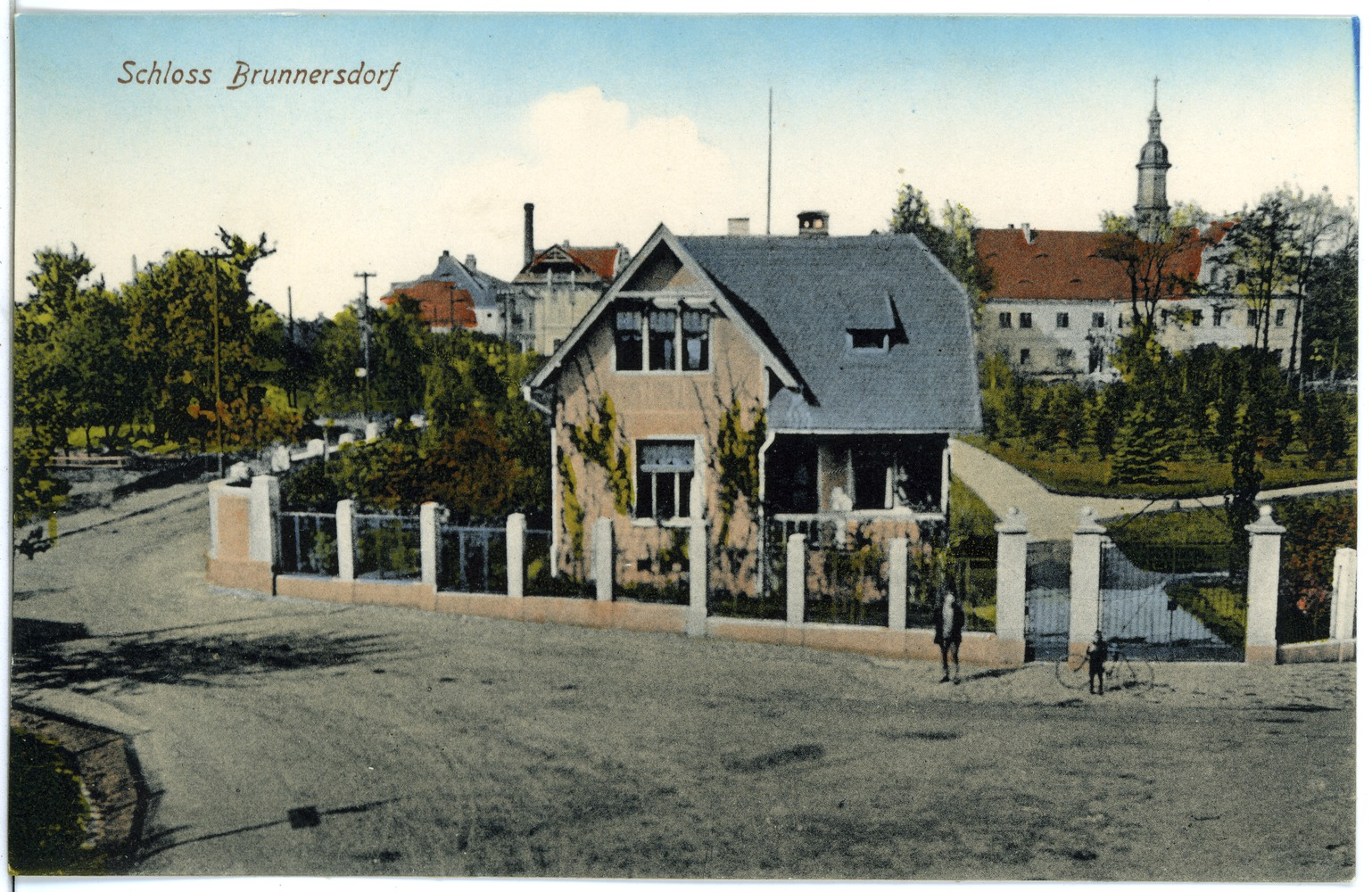
ehem. Schloss Brunnersdorf 1916, wohl devastiert, Nordböhmen, Erzgebirge
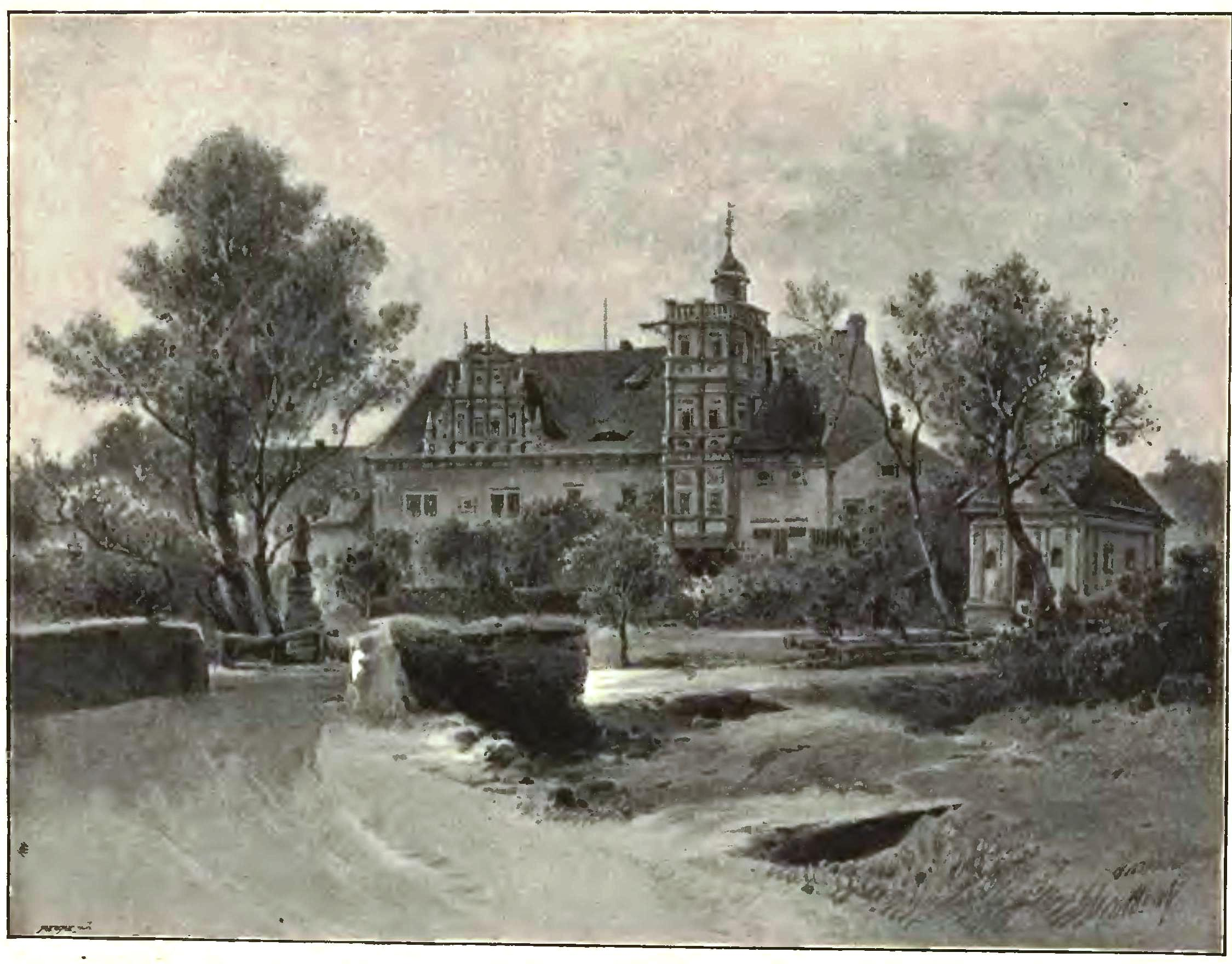
ehem. Schloss Hagensdorf bei Komotau, 1890, devastiert für Braunkohletagebau, Nordböhmen, Egergraben
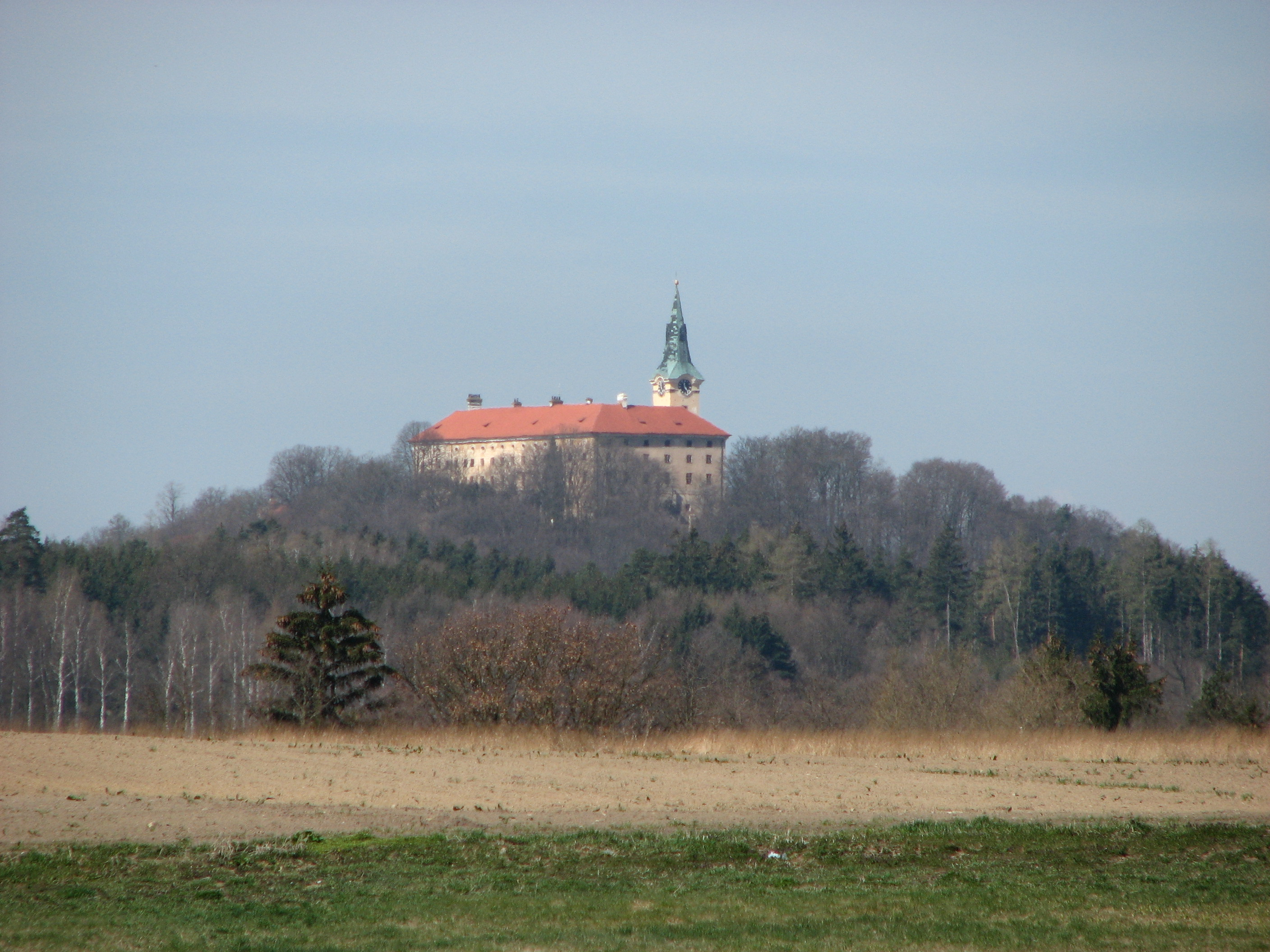
Schloss Grünberg bei Nepomuk, Westböhmen
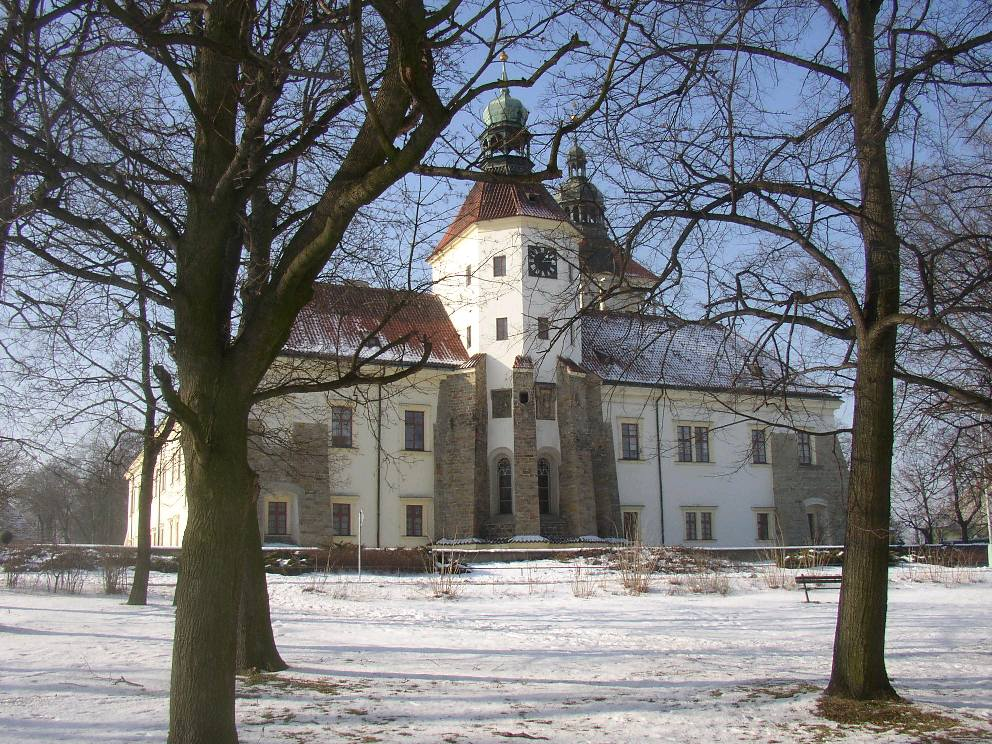
Schloss Schmetschno

## Wappen der Martinic
- Stammwappen: In Roth zwei silberne, geästete und bewurzelte, gegeneinander gebogene und verschränkte Seeblätter. Das Helmkleinod ist ein offener roter Flug, jede Seite mit einem Blatt wie in der Schildfigur belegt. Die Helmdecken sind rot-silber.
- Wappen der Grafen von Martinic aus dem Jahr 1621: In Rot zwei schräg gekreuzte silberne Seeblumenstengel mit oben herzförmig zusammengebogenen Blättern („Lekna“= Seeblume), dazwischen ein achtstrahliger goldener Stern. Auf dem gekrönten Helm mit rot-silbernen Decken als Helmkleinod ein geschlossener roter Flug, belegt mit dem Schildbild. 1622: Das Helmkleinod zeigt nun den schwarzen kaiserlichen Doppeladler, belegt mit dem österreichischen Bindenschild, auf dem silbernen Balken die drei schwarzen lateinischen Großbuchstaben F M R (Ferdinand-Mathäus-Rudolph).

### Historische Darstellungen

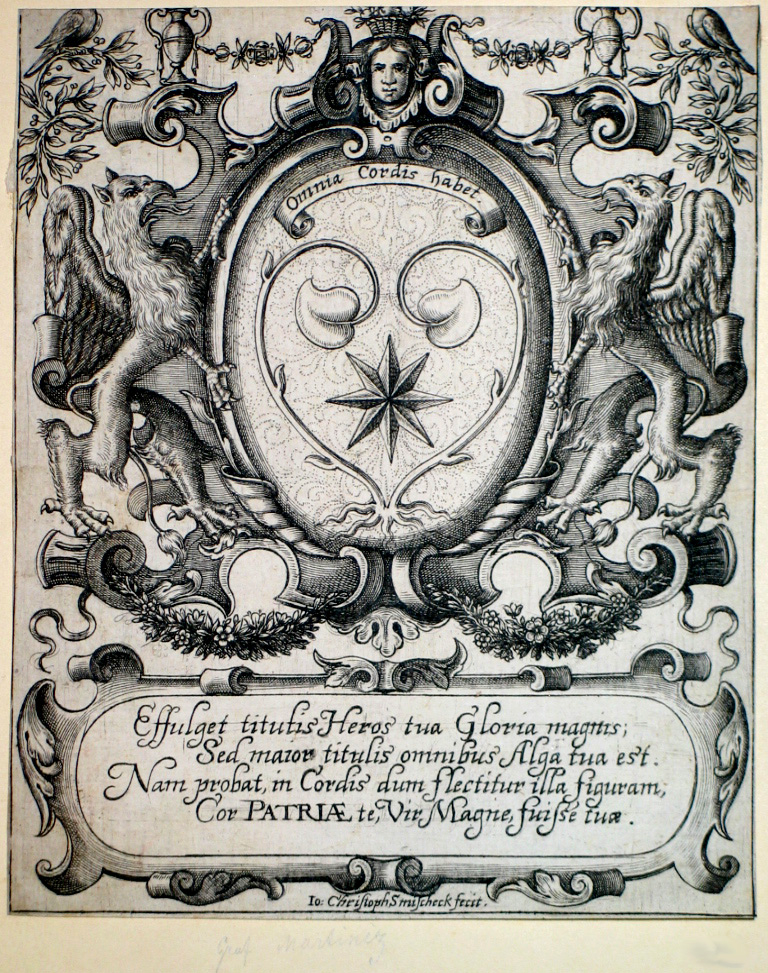
Wappen um 1600, mit zwei schildhaltenden Greifen
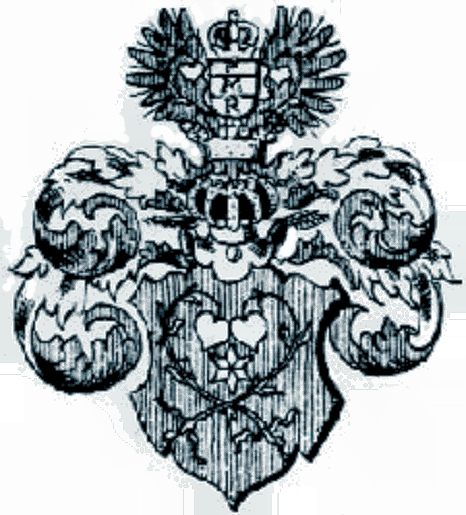
Wappen der Grafen von Martinic 1622

## Persönlichkeiten

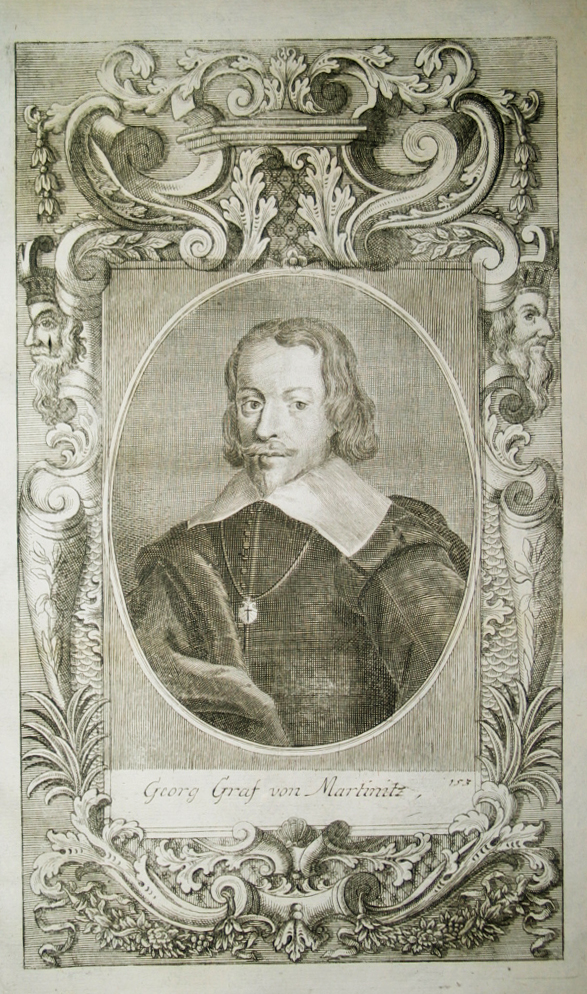
Georg Borzita von Martinicz

- Georg Borzita von Martinitz († 22. Januar 1598), 1584 Obersthofrichter, 1585 Oberstlandrichter, 1597 Oberstkanzler im Königreich Böhmen. Im Jahre 1583 kaufte er am Hradschiner Platz in Prag von der Familie der Teyffel von Zeilberg ein großes representatives Wohnhaus, welches 1623 umgebaut und erweitert, Martinic-Palais genannt wurde.
- Jaroslav Borsita von Martinic (* 6. Januar 1582 in Smecno; † 21. November 1649 in Prag), 1638 Oberstburggraf des Königreich Böhmen.
- Bernhard Ignaz Borsita Graf von Martinic, († 7. Januar 1685 in Prag)[4], Sohn des Jaroslav Borsita Graf von Martinic, Student in Passau, Ingolstadt, Graz und Rom. Im Jahre 1634 Appelationspräsident, danach Oberstlandrichter und von 1651 bis 1685 Oberstburggraf und Statthalter im Königreich Böhmen. Ritter des Orden vom Goldenen Vlies, Mäzen der Wissenschaften und Förderer der Katholizismus in Böhmen. Stifter der Klöster des Orden der Franziskaner in Horschowitz (Hořovice) und 1648 in Slaný (Schlan). Ansässig auf Hagensdorf (Ahníkov) und Kralup an der Moldau (Kralupy nad Vltavou); in 1. Ehe verheiratet mit Polyxena Holiczky von Sternberg († 1659); in 2. Ehe mit Susanne Polyxena von Dietrichstein aus dem Hause Hollenburg.
- Adolf Bernhard Graf von Martinic (* 1680 in Böhmen; † 29. Juli 1735 in Wien), 1729 Obersthofmarschall, Ritter der Goldenen Vlies. Im Jahre 1710 entstand durch seine Förderung in Plánice (Planitz) eine der ersten Tuchfabriken in Böhmen. In dem nahegelegenen Ort Nitzau (Nikov) ließ er in den Jahren 1719 bis 1730 nach Plänen des Architekten Kilian Ignaz Dientzenhofer die Wallfahrtskirche Maria Himmelfahrt errichten.
- Georg Adam II. Graf von Martinic (* 1645; † 24. Juli 1714 in Prag), ein Sohn des Ehepaares Maximilian Valentin von Martinic († 20. Dezember 1677) und der Anna Katharina Bukowky von Bukowka († 1685) und ein Enkel des Jaroslav Borsita von Martinic aus dessen Ehe mit Maria Eusebia von Sternberg, war Herr auf Smetschna (Smecno), Schlan (Slaný), Brunnersdorf (Prunéřov), Planitz (Plánice), Horschowitz (Hořovice) und auf Opálka. Er war im Jahr 1703 kaiserlich österreichischer Obersthofmarschall, 1707 Ritter des Orden vom Goldenen Vlies. Kaiser Leopold I. sandte ihn, gezwungen durch die Zweite Wiener Türkenbelagerung als Botschafter mit Hilfeersuchen in die Republik Venedig, nach Rom zu Papst Innocenz XI., zu den Höfen in der Toskana, in Parma, nach England und Portugal. Im Jahre 1707 erhielt er als Anerkennung den Titel eines Vizekönigs von Neapel. Er war in 1. Ehe verheiratet mit Maria Felizitas von Spaur; in 2. Ehe mit Maria Josefa von Sternberg.
- Franz Michael Graf von Martinic († 27. Januar 1773 in Prag), Hofmeister, 1727 bis 1729 Appellationsrat und kaiserlicher Gesandter

## Plätze in Prag, die im Besitz der Martinic waren
- Martinický palác Hradcanske namesti 8; (Palais Martinic am Hradschin-Platz, ursprünglich das Palais der Grosskaufleute Teyffel von Zeilberg und Höllenstein, 1583 an den Oberstkanzler Georg Borzita von Martinicz verkauft, 1634 umgebaut und erweitert.)
- Šporkův palác
- Dietrichsteinský palác
- Palác Hložků ze Žampachu
- Ehemaliges Kolleg der Theatiner beim Dom der Jungfrau Maria und des Heiligen Kajetan